# David Edward Finlay
David Edward "Dave" Finlay (nascut el 20 d'octubre de 1958 a Belfast, Irlanda del Nord) és un lluitador professional irlandès que treballa actualment per a la World Wrestling Entertainment en la marca ECW sota el nom de Finlay.

## Carrera

### Inicis
Finlay va començar la seva carrera de lluitador a Carrickfergus, Irlanda del Nord, abans de traslladar-se a Gran Bretanya el 1978. A Anglaterra, lluità per a diverses companyies. Finlay va vèncer Alan Kilby el 9 de juny de 1982 i d'aquesta manera va guanyar el seu primer títol, el British Heavy Middleweight Championship. Va perdre i va guanyar el títol diverses vegades, però l'última vegada que el va perdre va ser el 1983. Després va vèncer a Ringo Rigby convertint-se en el British Light Heavyweight champion.
Finlay va perdre aquest últim títol, però el va tornar a recuperar guanyant a Marty Jones aconseguint el World Mid-Heavyweight Championship. Contra Jones, el va perdre i recuperar moltes vegades, però la definitiva va ser per desqualificació. Finlay el va tornar a vèncer guanyant el British Heavyweight Championship. Va guanyar a l'All-Star British Heavyweight Championship. També lluità al programa de la ITV World Of Sports, sota el sobrenom de Dave "Fit" Finlay.
Durant aquesta època, Finlay va començar a lluitar a Alemanya per a una de les empreses de lluita lliure més grans d'Europa, la Catch Wrestling Association. Amb el títol All-Stars, Finlay va fer equip amb Marty Jones guanyant el campionat de tag de CWA a Tony St.Clair i al seu company Miles Zrno. Després de perdre el títol All-Stars contra Dave Taylor, Finlay es va concentrar en la CWA, guanyant molts dels seus títols.

### World Championship Wrestling
Abans de lluitar en la WWE, Finlay va ser conegut als Estats Units per lluitar a la WCW des del 1995 fins al 2000, primer com The Belfast Bruiser i després com Dave "Fit" Finlay. La seva popularitat va començar amb una rivalitat amb Lord Steven Regal el 1996, incloent-hi una Pàrquing Lot Brawl en WCW Monday Nitro, on Finlay es va clavar un vidre a l'ull, fet que el va obligar a lluitar amb un pegat a l'ull. El 1998, va guanyar el Campionat Mundial de la Televisió de WCW i va tenir rivalitats amb Chris Benoit i Booker T.
Prop de la fi de la seva carrera en la WCW, va guanyar la "Invitació hardcore del dipòsit de Ferralla" per a Bash at the Beach guanyant un "Trofeu Hardcore". Malgrat això, va patir d'un nervi mal lacerat a la cama durant un combat hardcore, fet que li va impedir utilitzar la cama durant el 1999 quan lluitava contra Brian Knobbs. En aquest combat va ser llançat contra una taula que havia en un cantó del ring, que es va trencar i li va omplir talls a les cames. Més tard, a la seva tornnada, aquell mateix any, havia perdut tota la popularitat. L'any 2000, Finlay va formar un trio de "Soldats Hardcore" juntament amb Brian Knobbs i AL Green. Van tenir una rivalitat intensa amb Vampir, incloent-ne un combat en WCW Uncensored que seria l'última aparició de Finlay en un PPV de la WCW. El seu últim combat en la WCW va ser un combat hardcore contra Norman Smiley que va perdre.

### World Wrestling Entertainment
Després de deixar la WCW Finlay es va convertir en un road agent i un entrenador de WWE Divas.
Finlay va començar a treballar en una reaparició en 2004, lluitant en un combat contra Jamie Noble en un show en Glasgow, Escòcia i es va començar a promocionar el seu retorn per a Desembre de 2005. El seu personatge era el d'un Irlandès que estimava la lluita. El seu primer combat televisat el 20 de gener de 2005 en SmackDown! contra Matt Hardy, que va acabar en una victòria para Hardy per desqualificació, ja que Oriol Queralt va irrompre en el quadrilàter. Després del combat, Finlay va estampar la cara de Hardy contra una escala i la va aixafar amb la seva cara i Oriol Queralt, famós pels seus crits guturals de guerra, ho va rematar amb el seu doble finisher cop de colze en el clatell. Finlay, es va convertir automàticament en un "heel" (malvat). Això el va ajudar a aconseguir el sobrenom de "The Fighting Irish Bastard" (el lluitador irlandès bastard).
Durant febrer i març de 2006, Finlay va estar involucrat en una intensa rivalitat amb Bobby Lashley, que va començar quan Finlay va interferir en un combat de Lashley contra JBL en No Way Out costant-li el record d'invicte a Lashley. En aquesta rivalitat es van lluitar moltes Brawls (batusses), incloent-hi un Pàrquing Lot Brawl. Més tard, Lashley i Finlay van competir en un combat de classificació para Money in The Bank en un Lluita de Llenyataires, que va guanyar Finlay. A partir d'aquí Finlay va començar a usar un bastó (makelele).
El 2 d'abril de 2006 Finlay va lluitar en el seu primer WrestleMania, Wrestlemania 22. On es va enfrontar a les superestrelles de RAW i SmackDown! en el combat Money in the Bank. Aquest combat ho va guanyar Rob Van Dam.
Després Finlay va entrar en el King of the Ring de SmackDown!, vencent al seu oponent de la primera ronda, Chris Benoit, desrprés, però, va ser vençut en la segona ronda per Lashley, qui va avançar fins a la final delWWE Judgement Day 2006, on Finlay va perdre davant Chris Benoit. Finlay va ajudar a Booker T ala final del King of the Ring contra Lashley.
En l'episodi del 26 de maig de SmackDown!, Finlay es va unir al Litte Bastard, qui sortia de sota del ring per atacar als oponents de Finlay o per distreure a l'àrbitre. Finlay va unir forces amb William Regal com a lleials subjectes del nou-nomenat King Booker i la seva cort. Els dos homes van ser nomenats cavallers per Booker, així va ser com Finlay va utilitzar el sobrenom de Sir Finlay.
Durant el seu pas per la cort, Finlay va guanyar contra Campió mundial pes pesant Rei Mysterio en un combat que no era pel títol, tot això, abans de guanyar a Bobby Lashley, guanyant el Campionat dels Estats Units. Finlay va defensar el títol en diverses ocasions, incloent-hi una contra altre membre de la talli William Regal en The Great American Bash, abans de perdre el títol contra Mr.Kennedy l'1 de setembre de 2006 en una Triple Amenaça que també lluitava Bobby Lashley.
Després de perdre el títol, Finlay va continuar atacant als lluitadors que amenaçaven a King Booker i el seu nou  Campionat Mundial dels Pesos Pesants , incloent-hi a Bobby Lashley i Batista. Finlay va derrotar a King Booker en un combat normal i va perdre un Fatal 4 Way pel títol en No Mercy 2006. Després de deixar la cort, Finlay va continuar la seva feu amb Batista. En l'edició del 10 de novembre de [2006 de SmackDown!, Finlay va tornar a lluitar contra Batista, qui el va derrotar cobrint-lo després d'una "Spinebuster".
En WWE Armageddon Finlay i Booker van lluitar contra Batista i el seu company, el Campió de la WWE, John Sopar, però van ser derrotats.
El Royal Rumble 2007 va ser el primer Royal Rumble de Finlay. Va entrar en segon lloc, després de Ric Flair i va ser eliminat el 12è per Shawn Michels. Poc després del Royal Rumble, Finlay va començar una rivalitat amb The Boogeyman. En el WWE No Way Out va competir en un combat per parelles juntament amb Little Bastard contra The Boogeyman i Little Boogeyman. Van guanyar Finlay i Little Bastard, que després es va fer cridar Hornswoggle.
Finlay va guanyar un lloc en el combat Money in the Bank de WrestleMania 23, vencent a Chris Benoit i a Montel Vontavious Porter en una triple amenaça. En WrestleMania, aquest combat va ser guanyat per Mr.Kennedy. En l'edició del 25 de maig de SmackDown!, Finay va competir en una Flatal 4 Way per ser el #1 Contendre, que va guanyar Batista. Després, Finlay i el seu amic Hornsoggle van lluitar contra Boogeyman i Little Boogeyman. En Saturday's Night Main Event, Finlay i Hornswoggle van guanyar. El 6 de juliol, Finlay es va enfrontar a Ric Flair per primera vegada en la seva carrera, guanyant Finlay, quan va forçar a rendir-se a Flair amb el Celtic Knot després de pegar-li amb el "Makelele". Es va enfrontar en No mercy amb Rei Mysterio per una oportunitat de lluitar pel campionat dels pesos pesants, va enganyar al rei al final del combat fent-li creure que estava lesionat i quan els infermers el duien en llitera es va aixecar i va clavar un cop al rei. El fet continuaria fins a Ciber Sunday on es va enfrontar amb Rei Mysterio en un combat de lliteres on va ser derrotat per aquest últim. En Survivor series Finlay formava part de l'equip dUmaga, quiva ser derrotat per l'equip de Triple H; Finlay va ser el sisè eliminat a l'assestar-li al Triple H un "Pedigree".

## Palmarès
- Campió del pes pesant de Gran Bretanya (1 vegada)
- Campió del pes semi-pesant del Regne Unit (4 vegades)
- Campió del pes pesant de la Commonwealth (1 vegada)
- Campió Intercontinental de la Commonwealth (1 vegada)
- Campió del pes mitjà de la Commonwealth (4 vegades)
- Campió per parelles de la Commonwealth (1 vegada) (amb Marty Jones)
- Campió Nacional Irlandès (1 vegada)

### Joint Promotions
- Campió del pes semipesant de la Gran Bretanya (5 vegades)
- Campió del pes lleuger de la Gran Bretanya (2 vegades)

### World Championshp Wrestling
- Campió Mundial de Televisió de la WCW (1 vegada)

### World Wrestling Entertainment
- Campió dels Estats Units (1 vegada)